# Episodi di Stroker & Hoop
La prima stagione della serie animata Stroker & Hoop, composta da 13 episodi, è stata trasmessa negli Stati Uniti, da Adult Swim, dal 1º agosto 2004 al 25 dicembre 2005.
| nº | Titolo originale                                                         | Prima TV USA      |
| -- | ------------------------------------------------------------------------ | ----------------- |
| 1  | C.A.R.R. Trouble (a.k.a. Feelin' Dirty)                                  | 1º agosto 2004    |
| 2  | The Five Diamonds (a.k.a. A Hard Act to Follow)                          | 5 settembre 2005  |
| 3  | Tinfoiled Again (a.k.a. Star Crossed Livers)                             | 12 settembre 2005 |
| 4  | The Rube Job (a.k.a. Revenge is a Dish Best Served Fried)                | 19 settembre 2005 |
| 5  | XXX Wife (a.k.a. Stroke Her and Boob)                                    | 26 settembre 2005 |
| 6  | Ninja Worrier (a.k.a. Chopping Spree)                                    | 2 ottobre 2005    |
| 7  | Quiller Instinct (a.k.a. Peeping Todd)                                   | 9 ottobre 2005    |
| 8  | Hip Hop Hooray (a.k.a. Gangsta Sap)                                      | 20 novembre 2005  |
| 9  | Just Voodoo It (a.k.a. For Whom the Bear Tolls)                          | 27 novembre 2005  |
| 10 | I Saw Stroker Killing Santa Claus (a.k.a. A Cold, Dead, White Christmas) | 4 dicembre 2005   |
| 11 | How to Get Dead in Advertising (a.k.a. Caged Rose)                       | 11 dicembre 2005  |
| 12 | The Wrath of Khan'Ja (a.k.a. Dammit Mamet)                               | 18 dicembre 2005  |
| 13 | Three Cheats to the Wind (a.k.a. Putting the 'Ass' in Assassin)          | 25 dicembre 2005  |

## C.A.R.R. Trouble (a.k.a. Feelin' Dirty)
- Titolo originale: C.A.R.R. Trouble (a.k.a. Feelin' Dirty)
- Diretto da: Robert Marianetti e David Wachtenheim
- Scritto da: Casper Kelly e Jeffrey G. Olsen

### Trama
Stroker e Hoop cercano di parlare con un'adolescente posseduta di nome Megan. Dopo una serie di eventi andati orribilmente male, i due lasciano Megan a favore di un nuovo caso. Stroker e Hoop vengono quindi assunti in un autolavaggio per beneficenza di una scuola superiore per proteggere una banda musicale che ha ricevuto lettere di minacce ed è stata derubata. Nel frattempo, C.A.R.R. sviluppa una dipendenza dagli autolavaggi e abbandona Stroker e Hoop quando subiscono un'imboscata da parte di un gruppo di mascotte.

## The Five Diamonds (a.k.a. A Hard Act to Follow)
- Titolo originale: The Five Diamonds (a.k.a. A Hard Act to Follow)
- Diretto da: Robert Marianetti e David Wachtenheim
- Scritto da: Casper Kelly e Jeffrey G. Olsen

### Trama
Alla festa di compleanno di Keith, il mago David Copperfield fa sparire un bambino di 10 anni chiamato Danny Diamond-Schmiggler, portando Stroker a prendere il caso dopo aver sparato a Copperfield. La scia di indizi conduce lui e Hoop ad una boy-band: i Five Diamonds (formati da Neil Diamond, Dustin Diamond, Mike Diamond, Lou Diamond Phillips e un diamante parlante). Nel frattempo, Hoop cerca di sistemare la relazione con la sua ragazza Vanessa, stufa del suo stile di vita.